# 甘露之變
甘露之變指發生於唐文宗大和九年（835年）十一月的一次政变，宦官勢力得勝，造成朝廷數以百計的官员遭到殺害。牵扯皇位继承。

## 背景
安史之亂後，唐朝宦官勢力開始坐大，唐德宗委任宦官掌管禁軍並且成為定制，從此宦官勢力變得不可抑制；元和十五年（820年）阴历正月二十七日，唐宪宗暴毙，有传言是被宦官王守澄和陈弘志杀害；寶曆二年（826年）十二月，唐敬宗被宦官劉克明殺害，另一群宦官王守澄、梁守谦镇压刘克明后，擁立唐穆宗次子李昂為帝，是為唐文宗。
文宗向來不滿宦官專權，大臣李訓、鄭注知道文宗有反抗之心，便與文宗密謀誅滅宦官。李、鄭二人是由王守澄的引薦而得以進入朝廷高就，文宗認為與二人謀事不易引起宦官們的警覺。
當時，外人僅知道李、鄭二人倚仗宦官擅作威福，卻不知道二人原來與文宗另有密謀。大和九年，文宗以李訓之謀，杖殺曾參與殺害唐憲宗的宦官陳弘志，不久又以李、鄭之謀，擢右领军将军仇士良为左神策中尉，取代韦元素，架空王守澄，不久文宗遣中使李好古以毒藥賜死王守澄。但王守澄死後，權勢又落入仇士良手中。
雖然李、鄭二人的共同目標是協助文宗消弭宦官專權，但王守澄死後二人開始爭功，“及禄位俱大，势不两立”。九月李訓被升为宰相，便阻碍郑注拜相，并把鄭注派到外地任鳳翔節度使，表面上是作為助援，實際上另有打算，如果消滅宦官的計劃成功，下一目標便是鄭注。

## 過程
李訓和鄭注原本約定由鄭注以協助王守澄的葬禮為名，帶數百精兵前來，趁宦官們參加葬禮時一網打盡。但李訓又不想讓鄭注因此獨居首功，甚至想等铲除宦官就连郑注一并铲除，便以自己親信出任一些節度使和京中重要職位，暗中招募士卒，並提前行動。
大和九年（835年）十一月廿一，文宗與百官在紫宸殿早朝，左金吾衛大將軍韩约奏稱左金吾仗院內石榴樹夜生甘露，為祥瑞之兆。李訓等人勸文宗親自前往觀看，文宗到含元殿，命宰相及中書、門下兩省官員前去左仗視察，眾人回報那不是真甘露。
接著文宗刻意派禁衛軍首領仇士良、魚志弘等宦官前去查驗，李訓等人事先暗藏甲兵，以伏殺宦官。文宗也命王璠、郭行余分别领河东、邠宁军前来，但河东军来了，邠宁军却不敢上前。仇士良抵達後，見韩约神色惊慌，滿頭流汗，又发现周围有伏兵，立即返回含元殿劫持文宗回內殿，称李训谋反。李訓見狀，急呼金吾軍上前護駕，也与仇士良搏斗，正要用靴中的刀杀死仇士良时，因其他宦官赶到而未果。李训追上去拉住轿子不放，被文宗叱责，李训亦随即被宦官郗志荣打倒在地，宦官们簇拥着文宗皇帝逃入宣政殿。金吾軍及其他舉事兵卒如京兆少尹罗立言所率逻卒三百余人、御史中丞李孝本所率御史台部从二百余人雖然殺了少數宦官，卻無法阻止宦官帶走文宗。
仇士良等人挾持文宗返回內殿後，派出神策军五百人砍杀眾大臣，舉事兵卒潰敗。参与甘露之变的宰相舒元舆和对甘露之变计划一无所知的宰相王涯出逃后被捕，在刑讯下王涯自诬供称此事为宰相相約谋反，意在改立郑注为帝。另一宰相贾餗也对甘露之变并不知情，出逃后自以为逃不掉，以为自己只是被奸人所诬陷，于是主动出首。文宗被迫认同王涯的供词。李訓逃出長安，但最終被捕殺。
仇士良等人又密令鳳翔監軍张仲清誅殺在外地的鄭注。郑注之前任礼部郎中钱可复为副使，李敬彝为司马，驾部员外郎卢简能、主客员外郎萧杰为判官，右拾遗卢弘茂为掌书记，部属有魏弘节等。当时除李敬彝已被另外征辟未参与甘露之变外，钱可复等人及凤翔亲卒千余人都被族灭。钱可复将死，祈求放过十四岁女儿，女儿说：“杀我父，何面目以生！”抱着钱可复求死，于是也被斩。卢弘茂妻萧氏临刑诟骂：“我太后妹，奴辈可来杀！”士兵闻言束手，于是得免。
此次事變中，死者數以千計，僅“諸司從吏死者六七百人”，除李訓、鄭注外，李训党羽千餘人多被捕杀，宰相舒元舆、王涯、贾餗及李孝本、罗立言、王璠、郭行余等人被腰斩，仇士良令百官临观，“亲属无问亲疏皆死，孩稚无遗，妻女不死者没为官婢。”仇士良还杀了韩约、凤翔少尹魏逢、左金吾卫将军李贞素、翰林学士顾师邕等。宦官田全操甚至扬言：“我入城，凡儒服者，无贵贱当尽杀之！”史稱“甘露之變”。遇難官員的一些倖存家属投奔昭义节度使刘从谏并得到接纳，暂时躲过一劫。
由于四宰相全部被杀，文宗意欲令左仆射令狐楚、右仆射郑覃为相。令狐楚心知王涯、贾餗无辜，在书写二人罪行时泛泛而谈，令仇士良等不悦，于是未能拜相，最后拜相的是郑覃和户部侍郎判度支事李石。

## 影響
甘露之變後，宦官更加緊握軍政大權，君主的廢立、生殺也是掌握在宦官手中，為中國歷史的第二次宦官時代的開始。所謂“天下事皆决于北司，宰相行文书而已”，宦官“迫胁天子，下视宰相，陵暴朝士如草芥”。但甘露之變仍未改變牛李黨爭的本質，李德裕党人陈夷行將郑注事牽連李宗闵。他对文宗说：“宗闵养成郑注之恶，几覆邦家，国之巨蠹也。”李宗闵党人杨嗣复反驳：“比者陛下欲加郑注官，宗闵不肯，陛下亦当记忆。”
虽然甘露之变后不久京兆尹薛元赏就杖杀神策军大将且令仇士良无可奈何作罢，仇士良等以李训、郑注折辱朝臣时，郑覃、李石以二人也是宦官所推荐作为反驳，对宦官的气焰稍有打击，但此后很长一段时期，中书省、门下省官员入朝都与家人辞别，因为不知何时會橫遭不測。开成元年（836年）刘从谏为王涯等人上书呜冤，矛头指向仇士良，并声言“如奸臣难制，誓以死清君侧”。一时人人传观此表，“士良沮恐”，宦官滥杀之風才有所收敛，皇权和相权也因而得到一定恢复。同年，令狐楚奏请收葬王涯、贾餗等人遗骸，文宗惨然久之，诏命薛元赏收葬王涯、贾餗等十一人于城西，各赐衣一袭。仇士良秘密派人发掘，弃骨于渭水。
开成三年（838年）正月，李石骑马上朝，中途險遭刺殺，因惧怕辞去相位，文宗明知是仇士良所为也无计可施只能批准李石辞职且没有按惯例为李石设饯行宴以示荣宠，士人寒心。
宦官認為文宗事前已知悉李訓、鄭注之謀，對文宗極為不滿，文宗此後更受宦官壓制，“虽宴享音伎杂陈盈庭，未尝解颜。闲居或徘徊眺望，或独语叹息”，或作一詞“輦路生秋草，上林花滿枝。憑高何限意，無復侍臣知”；一次赏牡丹时，念着舒元舆所作《牡丹赋》落泪怀念。一次問當值學士周墀：“朕可方前代何主？”周墀答：“陛下堯、舜之主也。”文宗嘆道，“朕豈敢比堯舜，何如周赧、漢獻耳！”周墀連忙說：“彼亡國之主，豈可比聖德？”文宗說：“赧、獻受制於強諸侯，今朕受制於家奴，以此言之，朕殆不如！”說罷流淚沾襟，周墀聽了伏地流涕，文宗自是不复視朝，虽然宦官仍然举办各种活动取悦文宗，但文宗未尝释然，最后郁郁而死。
仇士良后来还干涉唐文宗的继承人问题并为此杀死唐文宗的杨贤妃、弟弟安王李溶、唐敬宗子陈王李成美，拥立唐武宗，并说服武宗杀死文宗信任和提拔的宦官劉弘逸、薛季棱。唐武宗年间，仇士良與刘从谏继续互相攻击。會昌三年（843年）四月，劉從諫病卒，其指定的继承人刘稹以得罪仇士良为由抗命不受代，被武宗讨伐。不久仇士良也失势而死。次年，仇士良被举报及查出私藏兵器，遭追夺官爵和抄家。又次年刘稹被镇压，其生前厚待的甘露大臣家属全都遇害。
唐宣宗年间，遭甘露之变波及的王涯、贾餗等无辜者才得到平反，但宣宗同时也为仇士良平了反。
唐朝的宦官勢力直到最后一个有实权的宰相崔胤引狼入室勾结朱溫在唐昭宗天復三年（903年）大殺宦官後，才終告消失，然而，唐朝不久也因朱溫建後梁篡位而滅亡。

## 争议记载
《新唐书·仇士良传》称甘露之变后，仇士良、鱼弘志召翰林学士崔慎由到秘殿，诈称太皇太后郭氏有命另立新君，命他草诏。崔慎由惊呼此事会让自己灭族，宁死不从。仇士良等默然，久后带崔慎由去小殿见文宗，历数文宗过失，文宗俯首。仇士良指着文宗说：“如果不是学士，你就不能坐在这里了。”送崔慎由出去，要他保密，不然祸及宗族。
但北宋司马光《资治通鉴考异》指出这段材料出自皮光业《见闻录》，崔慎由大中初年才入朝为官乃至担任翰林学士，开成年间并未入朝，故不可信。